# スティーブン・ボーグト
スティーブン・ボーグト（Steven S. Vogt、Steve S. Vogt、Stephen S. Vogt、1949年 - ）は、アメリカ合衆国の天文学者。天体の観測機器等の開発、太陽系外惑星の観測等を専門にしている。
2010年、リック・カーネギー系外惑星サーベイのメンバーとして11年の調査を経て、生命存在可能性のある惑星グリーゼ581gを発見したことによりスティーブン・ボーグトの名が知られた。
ボーグト博士は、1972年にカリフォルニア大学バークレー校で物理学と天文学の学士を取得し、テキサス大学オースティン校で1976年に天文学修士号、1978年に天文学博士号を取得した。
カリフォルニア大学サンタクルーズ校およびカリフォルニア大学観測所/リック天文台で天文学と天体物理学の教授を務め、1978年から2010年の現在に至るまでカリフォルニア大学観測所/リック天文台で研究している。

## 主な発見惑星
- 1998年
  - HD 187123 b (en) 
  - HD 187123 c (en)

- 1999年
  - HD 209458 b (オシリス)
  - HD 177830 b (en) 
  - てんびん座23番星b (en) 
  - HD 222582 b

- 2000年
  - HD 46375 b (en) 
  - HD 52265 b (en) 
  - BD-10°3166 b (en)

- 2001年
  - HD 4203 b (en) 
  - HD 4208 b
  - HD 68988 b (en) 
  - HD 114783 b (en)

- 2002年
  - HD 49674 b (en) 
  - HD 50554 b (en) 
  - HD 72659 b (en) 
  - HD 106252 b (en)

- 2003年
  - HD 108874 b (en) 
  - HD 114729 b (en)

- 2004年
  - HD 108874 c (en) 
  - グリーゼ436b

- 2005年
  - HD 45350 b (en) 
  - しし座83番星Bb (en) 
  - HD 50499 b (en) 
  - HD 128311 c (en)

- 2009年
  - HD 1461 b
  - HD 1461 c (en) 
  - HD 1461 d (en) 
  - てんびん座23番星c (en) 
  - おとめ座61番星b (en) 
  - おとめ座61番星c (en) 
  - おとめ座61番星d (en)

- 2010年
  - グリーゼ581f
  - グリーゼ581g

## 受賞
- 1983年
  - アメリカ合衆国 – イスラエル科学財団 (en) 主催 Bergmann Memorial Award
- 1995年
  - 太平洋天文学会 (en) 主催 Maria and Eric Muhlmann Award
- 2002年
  - ベアトリス・ティンズリー賞 - 遠距離にある恒星の惑星系の特徴を捉えた先駆者として
  - アメリカ天文学会主催 カール・セーガン記念賞 (en)